# Geotermalna energija
Ispod Zemljine površine nalaze se ogromne zalihe toplinske energije - geotermalna energija. Naziv geotermalno dolazi od grčkih riječi geo, što znači zemlja i therme, što znači toplina. Geotermalna energija je toplinska energija koja se stvara u unutrašnjosti Zemlje polaganim raspadanjem radioaktivnih elemenata, kemijskim reakcijama ili trenjem pri kretanju tektonskih masa. Količina takve energije je tako velika da se može smatrati skoro neiscrpnom, pa je prema tome geotermalna energija obnovljivi izvor energije. Država koja u postotku najviše koristi geotermalnu energiju je Island. 

## Prednosti
Geotermalna energija ima brojne prednosti pred tradicionalnim izvorima energije baziranim na fosilnim gorivima. Najveća prednost geotermalne energije je to što je čista i sigurna za okolinu. Metoda koja se koristi za dobivanje električne energije ne stvara emisije štetne za okolinu. Smanjuje se korištenje fosilnih goriva, što također smanjuje emisiju stakleničkih plinova. 
Druga prednost su zalihe energije koje su nam na raspolaganju. Zalihe geotermalne energije su praktički neiscrpne. 
Geotermalne elektrane zauzimaju mali prostor (za razliku od npr. hidroelektrana čije brane uzrokuju potapanje velikih površina). Geotermalne elektrane se grade direktno na izvoru energije i lako opskrbljuju okolna područja toplinskom i električnom energijom.
Osim toga, zbog malog zauzeća prostora, takve elektrane su vrlo pouzdane.
Geotermalna energija je pouzdana jer ne ovisi meteorološkim utjecajima za razliku od hidroelektrana (ovise o količini vode na raspolaganju), vjetroelektrana (vjetar jako varira i ne može se znati kad ce ga biti), solarnih sustava (ne mogu raditi noću i ovise o meteorološkim prilikama).
Električna energija iz geotermalnih izvora može se proizvoditi 24 sata na dan. 
Geotermalne elektrane imaju vrlo niske troškove proizvodnje. Zahtijevaju samo energiju za pokretanje vodenih pumpi, a tu energiju proizvodi elektrana sama za sebe.

## Nedostaci
Najveći nedostatak je to što nema mnogo lokacija koje su prikladne za iskorištavanje geotermalne energije i pogodnih za izgradnju geotermalnih elektrana. Najbolje lokacije su one koje imaju dovoljno vruće stijene na dubini pogodnoj za bušenje i koje su dovoljno mekane.
Geotermalnu energiju je nemoguće transportirati i zbog toga se može koristiti samo za opskrbu toplinom obližnjih mjesta i za proizvodnju el. energije.
Problem kod korištenja je ispuštanje materijala i plinova iz dubine zemlje koji mogu biti štetni kada izađu na površinu. Najopasniji je vodikov sulfid koji je vrlo korozivan i vrlo ga je teško pravilno odložiti. 
Statistike pokazuju da je povećana pojava potresa u regijama gdje se iskorištava geotermalna energija.

## Potencijal
Potencijal geotermalne energije je ogroman, ima je 50000 puta više od sve energije koja se može dobiti iz nafte i plina širom svijeta. Geotermalni resursi nalaze se u širokom spektru dubina, od plitkih površinskih do više kilometara dubokih rezervoara vruće vode i pare koja se može dovesti na površinu i iskoristiti. U prirodi se geotermalna energija najčešće pojavljuje u formi vulkana, izvora vruće vode i gejzira. U nekim zemljama se geotermalna energija koristi već tisućljećima u obliku toplica odnosno rekreacijsko-ljekovitog kupanja. No razvoj znanosti nije se ograničio samo na područje ljekovitog iskorištavanja geotermalne energije već je iskorištavanje geotermalne energije usmjerio i prema procesu dobivanja električne energije te grijanju kućanstava i industrijskih postrojenja. 

Procjenjuje se kako toplinski tok iz unutrašnjosti do površine Zemlje iznosi 42 TW. Pri tome 8 TW potječe iz Zemljine kore (koja čini samo 2% ukupnog volumena, ali je bogata radoaktivnim izotopima), 32,3 TW iz plašta (82% volumena), a tek 1,7 TW iz jezgre (čini 16% volumena, ali nema izotopa). Cjelokupna bi se geotermalna energija Zemlje (tj. Zemlje kao planeta) mogla procijeniti na 12,6 × 10 24 MJ, a kore na 5,4 × 10 21 MJ. Dakako, samo jedan manji dio svega toga mogao bi se učinkovito iskorištavati. 
Svjetski je geotermalni potencijal stoga golem, gotovo 35 milijardi puta veći nego što iznose današnje potrebe za energijom, no tek se vrlo mali dio toga može učinkovito (tj. isplativo) iskorištavati, svega do dubine 5000 m. 

## Korištenje
Geotermalnu energiju je moguće koristiti za proizvodnju električne energije u geotermalnim elektranama, toplifikaciji naseljenih mjesta, grijanje staklenika. 
Grijanje zgrada i iskorištavanje geotermalne energije u procesu dobivanja struje, glavni su ali ne i jedini načini iskorištavanja te energije. Geotermalna energija također se može iskoristiti i u druge svrhe kao što su primjerice u proizvodnji papira, pasterizaciji mlijeka, plivačkim bazenima, u procesu sušenja drveta i vune, planskom stočarstvu, te za mnoge druge svrhe.

### Grijanje
Geotermalna energija se još od vremena Rimskog Carstva koristila za zagrijavanje zgrada.
Zadnjih godina se termin geotermalno grijanje odnosi na grijanje i hlađenje prostora korištenjem toplinskih pumpi. Takvi geotermalni sustavi su sposobni prenijeti toplinu iz i u tlo uz minimalnu potrošnju električne energije. Čak i uz visoke inicijalne troškove, ulaganje se relativno brzo vraća. Ne zagađuju okoliš i jedan su od najučinkovitijih sustava za grijanje i hlađenje.
Najveći geotermalni sistem koji služi za grijanje nalazi se na Islandu, odnosno u njegovom glavnom gradu Reykjaviku u kojem gotovo sve zgrade koriste geotermalnu energiju.
Geotermalna energija koristi se i u poljoprivredi za povećanje prinosa. Voda iz geotermalnih rezervoara koristi se za grijanje staklenika za proizvodnji cvijeća i povrća. Pod grijanje staklenika ne uzima se u obzir samo grijanje zrake, već se grije i tlo na kojem rastu biljke.

### Proizvodnja električne energije
Jedan od najzanimljivijih oblika iskorištavanja geotermalne energije je proizvodnja električne energije. Tu se koriste vruća voda i para iz Zemlje za pokretanje generatora, pa prema tome nema spaljivanja fosilnih goriva i kao rezultat toga nema niti štetnih emisija plinova u atmosferu, ispušta se samo vodena para. Dodatna prednost je u tome što se takve elektrane mogu implementirati u najrazličitijim prirodnim okruženjima.
Princip rada je jednostavan: hladna voda upumpava se na vruće granitne stijene koje se nalaze blizu površine, a van izlazi vruća para na iznad 200 °C i pod visokim pritiskom i ta para onda pokreće generatore.
Trenutno se koriste tri osnovna tipa geotermalnih elektrana: 
Princip suhe pare (Dry steam) – koristi se iznimno vruća para, tipično iznad 235 °C (445 °F). Ta para se koristi za direktno pokretanje turbina generatora. Ovo je najjednostavniji i najstariji princip i još uvijek se koristi jer je to daleko najjeftiniji princip generiranja električne energije iz geotermalnih izvora. Prva geotermalna elektrana na svijetu u Larderellu u Italiji koristila je taj princip.
Princip separiranja pare (Flash steam) – koristi se vruća voda iz geotermalnih rezervoara koja je pod velikim pritiskom i na temperaturama iznad 182 °C (360 °F). Pumpanjem vode iz tih rezervoara prema elektrani na površini smanjuje se tlak pa se vruća voda pretvara u paru i pokreče turbine. Voda koja se nije pretvorila u paru vraća se natrag u rezervoar zbog ponovne upotrebe. Većina modernih geotermalnih elektrana koristi ovaj princip rada.
Binarni princip (Binary cycle) – Voda koja se koristi i kod binarnog principa je hladnija od vode koja se koristi kod ostalih principa generiranja električne energije iz geotermalnih izvora. Kod binarnog principa vruća voda se koristi za grijanje tekućine koja ima znatno nižu temperaturu vrelišta od vode, a ta tekućina isparava na temperaturi vruće vode i pokreće turbine generatora. Prednost tog principa je veća efikasnost postupka, a i dostupnost potrebnih geotermalnih rezervoara je puno veća nego kod ostalih postupaka. Dodatna prednost je potpuna zatvorenost sistema jer se upotrijebljena voda vraća natrag u rezervoar pa je gubitak topline smanjen, a gotovo da i nema gubitka vode. Većina planiranih novih geotermalnih elektrana koristit će ovaj princip. 
Princip koji će se koristiti kod izgradnje nove elektrane ovisi o vrsti geotermalnog izvora energije, tj. o temperaturi, dubini i kvaliteti vode i pare u odabranoj regiji. U svim slučajevima kondenzirana para i ostaci geotermalne tekućine vraćaju se natrag u bušotinu i time se povećava izdržljivost geotermalnog izvora. 

## Geotermalna energija u svijetu
Geotermalna energija se iskorištava u preko 20 zemalja u svijetu (Island, SAD, Italija, Njemačka, Francuska, Litva, Novi Zeland, Meksiko, Nikaragva, Kostarika, Rusija, Filipini, Indonezija, Kina, Japan i St. Kitts i Nevis).

### Afrika
Kenija je prva afrička zemlja koja je počela iskorištavati geotermalne potencijele.
KenGen  Arhivirana inačica izvorne stranice od 9. lipnja 2023. (Wayback Machine) je izgradio dvije elektrane, Olkaria I (45 MW) i Olkaria II (65 MW), s trećom privatnom elektranom Olkaria III (48 MW). Planovi su da se proizvodni kapaciteti povećaju za dodatnih 576 MW do 2017., što bi pokrivalo 25% potreba Kenije za električnom energijom. Vrući izvori su pronađeni diljem kontinenta.

### Čile
Trenutno nemaju izgrađenih elektrana, ali geotermalni potencijal je 16 000 MW kroz 50 godina.

### Island
Island je smješten na području s visokom koncentracijom vulkana što ga čini idealnom lokacijom za iskorištavanje geotermalnih potencijala.
19.1% električne energije na Islandu se dobiva iz geotermalnih izvora. Geotermalna toplina se koristi za grijanje 87% domova na Islandu. Islanđani planiraju u bliskoj budućnosti u potpunosti izbaciti fosilna goriva.

### Novi Zeland
Novi Zeland ima geotermalne elektrane od 1950-tih.

### Filipini
Filipini su druga zemlja (iza SAD-a) po količini energije dobivene iz geotermalnih izvora. Krajem 2003., SAD je imao kapacitet od 2020 MW, dok se na Filipinima generiralo 1930 MW energije iz geotermalnih izvora.

## Geotermalna energija u SAD-u
Sjedinjene Američke Države imaju najveće kapacitete za dobivanje energije iz geotermalnih izvora. Geotermalna energija u SAD-u i dalje je područje znatne aktivnosti. SAD je svjetski lider u kapacitetima geotermalne energije i proizvodnje električne energije iz tog obnovljivog izvora energije.
Prve geotermalne elektrane u SAD-u, otvorene su u Geysersima u Kaliforniji 1960. te još uvijek nastavljaju uspješno proizvoditi energiju. SAD stvara prosjek od 15 milijardi kilovat sati geotermalne energije godišnje, što je usporedivo s gorenjem oko 25 milijuna barela (4.000.000 m3) ulja ili 6 milijuna tona ugljena godišnje.
Geotermalne elektrane, većinom koncentrirane na Zapadu SAD-a, daju treći najveći domaći izvor električne energije iz obnovljivih izvora, nakon hidroelektrana i biomase. One trenutno proizvode manje od jedan posto od ukupne opskrbe električnom energijom. Međutim, procjene geotermalnih resursa pokazuju da bi devet zapadnih država zajedno imale potencijal koji bi osiguravao više od 20 posto nacionalnih potreba za električnom energijom.

### Elektrane
Najveća polje suhe pare u svijetu je Geysers, 116 km sjeverno od San Francisca. U Geysersu se proizvodi preko 750 MW geotermalne energije dok je instalirani kapacitet 1360 MW. Calpine Corporation sada posjeduje devetnaest od dvadeset i jedne elektrane u Geysersima i trenutno je u SAD-u najveći proizvođač geotermalne energije. Još jedao veliko geotermalno područje se nalazi na središnjem jugu Kalifornije u blizini gradova Niland i Calipatria. 2001. je bilo 15 geotermalnih postrojenja za proizvodnju električne energije u tom području. CalEnergy posjeduje oko polovicu njih, a ostatak su u vlasništvu raznih tvrtki. Ukupni dobitak elektrana u tom području imaju kapacitet od oko 570 MW. Područja brzog geotermalnog razvoja su u Nevadi, jugoistočnom Oregonu, jugozapadnom Idahu, Arizoni. Tamo je sagrađeno nekoliko malih elektrane za vrijeme 1980-ih godina kada su bile visoke cijene energije. Trenutno u tim područima se proizvodi oko 235 MW.

### Proizvodnjairazvoj
S instaliranih 3,040.27 MW kapaciteta geotermalne energije, Sjedinjene Američke Države i dalje su svjetski lider u iskorištavanju tog oblika obnovljive energije. Od 2008. u tijeku su planovi sa 103 nova projekta u 13 američkih država. Kada se razviju, ti projekti bi potencijalno mogli ostvarivati do 3.979 MW snage te zadovoljavati potrebe oko 4 milijuna domova. S takvom stopom razvoja, geotermalna proizvodnja u SAD-u mogla bi premašiti 15.000 MW do 2025.

## Geotermalna energija u Hrvatskoj
Ukupni se geotermalni energetski potencijal u Hrvatskoj procjenjuje na 812 MW toplinskog učina i 45,8 MW električne snage, uz pretpostavku primjene u sustavima grijanja i s iskorištenjem do temperature 50 °C.
Geotermalna se voda na području Hrvatske koristila od davnina i na njoj se temelje brojne toplice (npr. Varaždinske, Bizovačke). Dok je ranije (npr. Varaždinske Toplice potječu još iz rimskih vremena) u tim toplicama voda na površinu dotjecala prirodno, danas se koriste plitke bušotine. Značajnija istraživanja geotermalnih ležišta kako bi se ispitala moguća primjena u razne svrhe, ne samo zdravstveno-turističke, u Hrvatskoj započinju 1976. godine.
S obzirom na geološko i značajke geotermalnih medija, Hrvatska se može podijeliti u tri područja:
- jadransko i područje Dinarida (Istra, Primorje, Lika, Dalmacija), s razmjerno malim vrijednostima geotermalnog gradijenta i toplinskog toka: 0,018 °C/m, odnosno 29 mW/m 2
- područje Središnje Hrvatske (Banovina, Kordun, Pokuplje, Žumberačko gorje, Zagreb, Hrvatsko zagorje, Prigorje, Međimurje), s najširim mogućim rasponom uporabivosti geotermalnih medija.
- panonsko područje (Slavonija i Baranja, Podravina, Posavina), s prilično velikim vrijednostima geotermalnog gradijenta i toplinskog toka: 0,049 °C/m, odnosno 76 mW/m2.

S obzirom na temperaturu geotermalnog medija, sva se ležišta u Hrvatskoj mogu podijeliti u dvije skupne: 
- s temperaturom višom od 100 °C (srednjotemperaturna).
- s temperaturom nižom od 100 °C (niskotemperaturna).

S obzirom na značajniji potencijal, smatra se kako bi se geotermalna energija u Hrvatskoj iz većine ležišta ponajprije mogla koristiti za sustave grijanja (ponajviše zgrada koja čine zdravstveno-turističke komplekse, gdje se geotermalni medij u te svrhe već koristi, a zatim i za zagrijavanje staklenika (posebice u krajevima u kojima inače postoji poljoprivredna proizvodnja).